# Thomas Dufter
Thomas Dufter (ur. 20 grudnia 1966 w Inzell) – niemiecki kombinator norweski, brązowy medalista mistrzostw świata.

## Kariera
W Pucharze Świata Thomas Dufter zadebiutował 29 grudnia 1988 roku w Oberwiesenthal, gdzie zajął 24. miejsce w zawodach metodą Gundersena. Pierwsze punkty (do sezonu 1992/1993 obowiązywała inna punktacja Pucharu Świata) zdobył 21 stycznia 1989 roku w Breitenwang, gdzie był trzynasty. W sezonie 1988/1989 punktował jeszcze raz - 18 marca 1989 roku w Lake Placid był szósty. W klasyfikacji generalnej zajął 23. miejsce. W lutym 1989 roku wystąpił na mistrzostwach świata w Lathi, gdzie wraz z kolegami zajął siódme miejsce w zawodach drużynowych, a indywidualnie zajął 21. miejsce.
Dwa lata później, podczas mistrzostw świata w Val di Fiemme był dziewiąty  w konkursie indywidualnym, a w sztafecie był czwarty. Po skokach Niemcy zajmowali czwarte miejsce i o brązowy medal walczyli z Japończykami, jednak przegrali o zaledwie 0,3 sekundy. Najlepsze wyniki Dufter osiągnął w sezonie 1991/1992, który ukończył na dwunastej pozycji. Trzykrotnie plasował się w czołowej dziesiątce, ale na podium nie stanął. W lutym 1992 roku brał udział w igrzyskach olimpijskich w Albertville, zajmując piąte miejsce w drużynie i dwunaste w konkursie indywidualnym. Swoje jedyne podium wywalczył 23 stycznia 1993 roku w Saalfelden am Steinernen Meer, gdzie zajął drugie miejsce. Był to jednak jego jedyny wynik w pierwszej dziesiątce i w klasyfikacji generalnej zajął czternaste miejsce. Na mistrzostwach świata w Falun w 1993 roku wspólnie z Jensem Deimelem i Hansem-Peterem Pohlem wywalczył brązowy medal w sztafecie. Po skokach zajmowali drugie miejsce, ale przed biegiem tracili do prowadzących Japończyków już ponad 6 minut. Na trasie biegu nie tylko nie zmniejszyli straty, ale stracili jeszcze jedną pozycję na rzecz Norwegów i do mety przybiegli na trzeciej pozycji.
W zawodach pucharowych Dufter startował do zakończenia sezonu 1995/1996, ale sukcesów już nie osiągał. W tym czasie wystąpił na igrzyskach olimpijskich w Lillehammer w 1994 roku, gdzie był dziesiąty w sztafecie, a indywidualnie zajął 23. miejsce. Ostatnią dużą imprezą w jego karierze były mistrzostwa świata w Thunder bay w 1995 roku, gdzie w sztafecie zajął szóste miejsce. W 1996 roku zakończył karierę.

## Osiągnięcia

### Igrzyska olimpijskie
| Miejsce | Dzień     | Rok  | Miejscowość | Konkurencja             | Wynik zwycięzcy | Strata   | Zwycięzca           |
| ------- | --------- | ---- | ----------- | ----------------------- | --------------- | -------- | ------------------- |
| 12.     | 12 lutego | 1992 | Albertville | Gundersen K-90/15 km    | 44:28,1         | +3:24,8  | Fabrice Guy         |
| 5.      | 17 lutego | 1992 | Albertville | Sztafeta K-90/3 × 10 km | 1:23:36,6       | +4:45,4  | Japonia             |
| 23.     | 19 lutego | 1994 | Lillehammer | Gundersen K-90/15 km    | 39:07,9         | +7:40,9  | Fred Børre Lundberg |
| 10.     | 24 lutego | 1994 | Lillehammer | Sztafeta K-90/3 × 10 km | 1:22:51,8       | +15:33,6 | Japonia             |

### Mistrzostwa świata
| Miejsce | Dzień     | Rok  | Miejscowość   | Konkurencja             | Wynik zwycięzcy | Strata  | Zwycięzca           |
| ------- | --------- | ---- | ------------- | ----------------------- | --------------- | ------- | ------------------- |
| 21.     | 18 lutego | 1989 | Lahti         | Gundersen K-90/15 km    | 37:10,7         | +4:56,2 | Trond Einar Elden   |
| 7.      | 24 lutego | 1989 | Lahti         | Sztafeta K-90/3 × 10 km | 1:24:21,7       | +5:02,0 | Norwegia            |
| 9.      | 7 lutego  | 1991 | Val di Fiemme | Gundersen K-90/15 km    | 41:00,6         | +2:27,8 | Fred Børre Lundberg |
| 4.      | 8 lutego  | 1991 | Val di Fiemme | Sztafeta K-90/3 × 10 km | 1:21:22,5       | +2:22,8 | Austria             |
| ?       | 18 lutego | 1993 | Falun         | Gundersen K-90/15 km    | 46:47,5         | +7:27,6 | Kenji Ogiwara       |
| 3.      | 19 lutego | 1993 | Falun         | Sztafeta K-90/3 × 10 km | 1:19:25,7       | +8.30,5 | Japonia             |
| 6.      | 10 marca  | 1995 | Thunder Bay   | Sztafeta K-90/4 × 5 km  | 56:20,2         | +7:07,8 | Japonia             |

### Puchar Świata

#### Miejsca w klasyfikacji generalnej
- sezon 1988/1989: 23.
- sezon 1990/1991: 26.
- sezon 1991/1992: 12.
- sezon 1992/1993: 14.
- sezon 1993/1994: 21.
- sezon 1994/1995: 29.

#### Miejsca na podium chronologicznie
| Nr | Data             | Miejscowość                   | Konkurencja         | Wynik zwycięzcy | Pozycja | Strata      | Zwycięzca     |
| -- | ---------------- | ----------------------------- | ------------------- | --------------- | ------- | ----------- | ------------- |
| 1. | 23 stycznia 1993 | Saalfelden am Steinernen Meer | Gundersen K90/15 km | ?               | 2.      | +1:03.7 min | Kenji Ogiwara |

### Puchar Kontynentalny

#### Miejsca w klasyfikacji generalnej
- sezon 1990/1991: 8.
- sezon 1995/1996: 15.

#### Miejsca na podium chronologicznie
| Nr | Data            | Miejscowość | Konkurencja         | Wynik zwycięzcy | Pozycja | Strata | Zwycięzca |
| -- | --------------- | ----------- | ------------------- | --------------- | ------- | ------ | --------- |
| 1. | 16 grudnia 1990 | Planica     | Gundersen K90/15 km | ?               | 1.      | -      | -         |